# Beschriftungsfolie
Als Beschriftungsfolie oder Plotterfolie bezeichnet man spezielle Kunststofffolien, die für die Weiterverarbeitung in Schneideplottern konzipiert wurden oder in vielen Fällen im Digital- oder Offset-Verfahren bedruckt werden können.

## Einsatzgebiete

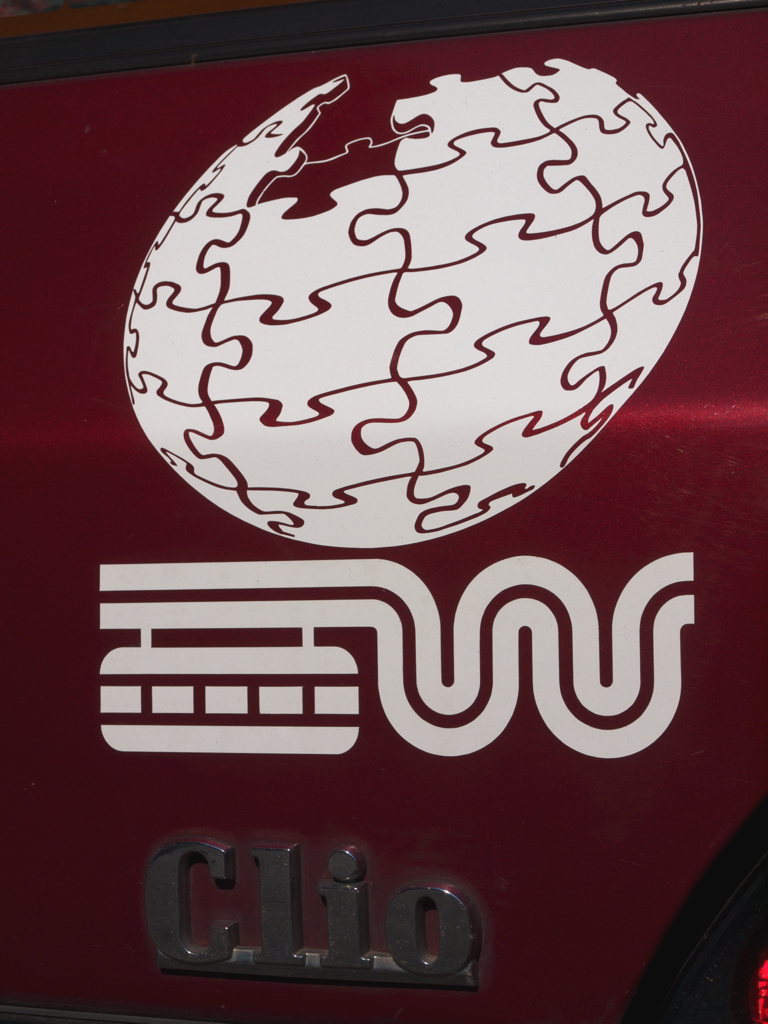
Wikilogo und „Wupperwurm“ aus Beschriftungsfolie mit einem Schneidplotter geschnitten.

Die Haupteinsatzgebiete von Beschriftungs- bzw. Plotterfolien sind Werbung, speziell Außenwerbung, Beschriftung und Dekoration von Fahrzeugen, Schaufenstern, Schildern und Planen.
Beschriftungsfolien werden zur Fahrzeugvollverklebung eingesetzt, zum Beispiel auch für Taxis. In einigen Bundesländern ist die Farbe Hellelfenbein für Taxis noch vorgeschrieben. In dieser Farbe lassen sich Gebrauchtfahrzeuge jedoch nur schwer verkaufen. Daher gehen viele Unternehmer dazu über, ihre Fahrzeuge in einer beliebteren Farbe zu bestellen und dann mit einer Vollverklebung in Hellelfenbein umfärben zu lassen. Die Folie kann beim späteren Verkauf des Fahrzeugs rückstandslos entfernt werden. Ein Nebeneffekt hierbei ist, dass der Fahrzeuglack geschützt ist und keinen Alterungsveränderungen durch mechanische Einflüsse oder UV-Strahlung ausgesetzt ist. Der Lack wirkt hier auch nach einigen Jahren noch nahezu neuwertig.

## Materialien
Beschriftungsfolien bestehen aus Polyvinylchlorid (PVC), seltener auch aus Polyester (PET), Polypropylen (PP) und Polyethylen (PE), wobei die beiden Letztgenannten eine starre Struktur aufweisen. Auf der Rückseite der Folie ist eine spezielle Klebeschicht aufgebracht, die, je nach Einsatzzweck, stark unterschiedlich aufgebaut sein kann (Klebkraft/Zusammensetzung). Die Stärke von Beschriftungsfolien beträgt, von Ausnahmen abgesehen, etwa 50 bis 90 µm. Die Zahl der lieferbaren Farben liegt bei vielen Folienarten und Herstellern im dreistelligen Bereich, ab einer bestimmten Abnahmemenge stellen viele Hersteller Folie in jeder gewünschten Farbe nach RAL oder im Pantone Matching System her.

## Herstellungsverfahren

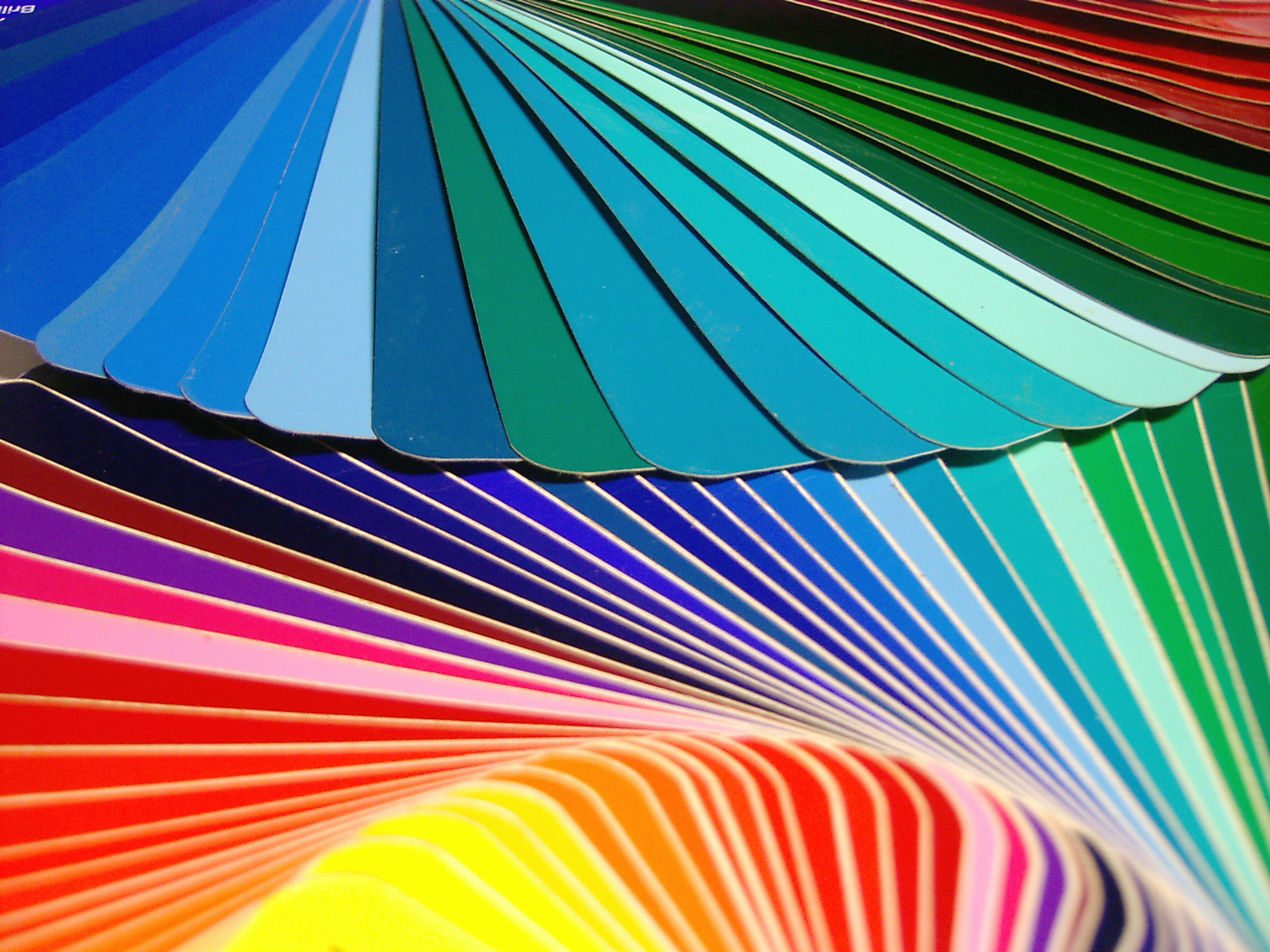
Farbfächer (Muster) von kalandrierten Beschriftungsfolien. Der unten abgebildete Farbfächer ist etwa fünf Jahre alt und zeigt die Materialschrumpfung, durch die das weiße Trägerpapier sichtbar wird.

Man unterscheidet hauptsächlich zwischen kalandrierten und gegossenen Folien. Kalandrierten Folien wird entweder ein monomerer oder ein polymerer Weichmacher zugesetzt, dessen Anteil etwa 20 bis 25 Prozent beträgt.
- kalandrierte Folien haben eine Art „Memory-Effekt“ und kehren in ihre ursprüngliche Form zurück; sie sind hauptsächlich für den Einsatz auf glatten und ebenen Flächen geeignet.
  - Monomer kalandrierte Folien sind für den kurzfristigen Einsatz gedacht. Der monomere Weichmacher verflüchtigt sich, besonders unter Wärmeeinwirkung, recht schnell. Dies führt zu einer Materialschrumpfung, mit der Risse in der Folie selbst einhergehen können. Kalandrierte Folien sind kostengünstig, der Einsatz ist jedoch – je nach Hersteller – auf bis zu drei Jahre beschränkt.
  - Polymer kalandrierte Folien sind für den mittelfristigen Einsatz konzipiert. Der Weichmacher verflüchtigt sich weit weniger stark und die Folie bleibt länger geschmeidig. Die Einsatzdauer beträgt bis zu sieben Jahre.
- Gegossene Folien sind für den langfristigen Einsatz bis zu zehn Jahren ausgelegt. Sie weisen kaum Schrumpfung auf und sind für die 3D-Flächen geeignet.

## Folienarten
- Folien für Planen (LKW-Planen und Werbeplanen): Bei Berührung mit der Klebefläche fühlt man keine oder nur eine geringe Klebkraft. Diese entwickelt sich erst, wenn die Klebeschicht mit den Weichmachern der Plane reagiert.
- Transluzente Folien, Diffusionsfolien sind lichtdurchlässig und streuen es. Sie werden z. B. für die Beschriftung von Leuchtwerbeanlagen oder für die großflächige Beschriftung von Schaufenstern eingesetzt.
- Lochfolien sind Folien für die vollflächige Beklebung von Fenstern haben eine Perforation über die gesamte Folienfläche und ermöglichen die Sicht von innen nach draußen.
- Blockoutfolie ist lichtundurchlässig; damit können Teilbereiche von Leuchtkästen beklebt werden, die bei eingeschalteter Beleuchtung in der Dunkelheit nicht sichtbar sein sollen.
- Retroreflektierende Folien reflektieren, ähnlich wie manche Verkehrszeichen, das einfallende Licht zurück in Richtung der Lichtquelle. Die Verwendung im Bereich der Straßenverkehrsordnung unterliegt gesetzlichen Bestimmungen. So ist in bestimmten Fällen neben der eigentlichen Werbebeschriftung eine ebenfalls retroreflektierende Folie an den Fahrzeugkonturen anzubringen.
- sogenannte Adhäsionsfolie ist eine Folie, die auf glatten Oberflächen haftet, aber entfernt und wiederverwendet werden kann.
- Magnetfolie hat eine Stärke von 0,6 bis 0,9 mm und haftet auf Eisenblech. Sie enthät Ferrit-Pulver mit dauermagnetischen Bereichen.